# تفسیر در دین زرتشتی
تفسیر در دین زرتشتی، به‌طور اساسی شامل شرح اوستا است. با این حال، زند، نزدیک‌ترین معادل ایرانی آن، به‌طور کلی شامل متون پهلوی است که عقیده بر این است که از شرح و تفسیرهای پیرامون کتاب مقدس اوستا گرفته شده‌است، اما متون قدیمی‌ای که در دسترس هستند، هیچ عبارت اوستایی‌ای ندارند. تفسیر زرتشتی با تفسیرهای مشابه ادیان دیگر تفاوت دارد چرا که در دین زرتشتی، تفسیر به‌عنوان بخشی از سنت مذهبی است که تا پیش از دورهٔ ساسانی، در نوشتارها از آن استفاده نمی‌شد یا استفاده از آن محدود بود. مسلماً در این دورهٔ طولانی که انتقال به‌صورت شفاهی بود، زند، به زبان فارسی میانه شکل بخشیده و دامنهٔ آن را به نوعی محدود ساخته‌است. اگرچه سنت متأخرتر، بین متون اوستایی «گاهانی»، «حقوقی» و احتمالاً «مذهبی» تمایز رسمی قائل شده‌اند، اما به‌نظر می‌رسد که تفاوت قابل ملاحظه‌ای بین تفسیر و شرح پهلوی از گات‌ها و متون حقوقی، مانند وندیداد، هیربدستان و نیرنگستان وجود ندارد؛ بنابراین، همهٔ این متون به‌عنوان بخشی از تفسیر زرتشتی شناخته می‌شوند. از آن‌جایی که در سدهٔ ۱۹ و ۲۰ میلادی، آثار زرتشتیان دارای عنصری از تفسیر است و از سوی دیگر، ادبیات تفسیری به‌معنای دقیق کلمه، وجود نداشته‌است؛ در اینجا، پدیدهٔ تفسیر زرتشتی مدرن، بدون ارجاع دقیق به متون بررسی خواهد شد.

## پیشینه
چند حقیقت مسلم نشان می‌دهند که نوعی از تفسیر در دوره‌ای که زبان اوستایی همچنان صحبت می‌شده، شناخته‌شده‌بود. در یسنا آمده که زرتشت گفته‌است، گات‌ها «همراه با توضیحات و پاسخ‌ها» باید خوانده شود؛ که این امر به انتقال شفاهی تفسیر گاهانی اشاره دارد که احتمالاً بخشی از فرایند تعلیم موبدان و روحانیون مذهبی بوده‌است. این نوع آموزش، موضوع هیربدستان است که شامل متنی اوستایی با شرح و ترجمهٔ پهلوی است. بخش اوستایی این متن نشان می‌دهد در زمانی که زبان اوستایی هنوز به خوبی قابل فهم بوده، هدف اصلی از مطالعات مذهبی، آموزش بَرخوانی درست به پیروان بوده‌است. فرایند یادگیری در یسنا به‌صورت زیر بیان شده‌است:
«و هرکسی باید بخش اهونه وئیریو را مطالعه کند و بعد از مطالعه، باید آن را از حفظ (به آرامی) بخواند و) بعد از (آن که از حفظ خواند، باید آن را به‌عنوان مناجات‌نامه تقدیس کند».
به‌نظر می‌رسد که به‌دست‌آوردن درک کافی از هردو معنای ادبی و مفهوم عمیق متن، بخشی از مرحلهٔ نخست این فرایند را تشکیل می‌داد. در واقع، تفسیر زرتشتی احتمالاً برخاسته از نیاز آموزگاران روحانی برای پاسخگویی به شاگردان‌شان بوده‌است.

## موضوع تفسیر
متون مقدس و دشوار اوستایی کهن، نسبت به متونی که همراه ایرانیان معاصر تکامل یافته بودند، طبیعتاً نیاز به تشریح بیش‌تری داشتند؛ سه تفسیر دربارهٔ چنین متن‌هایی در یسنا ۱۹ و ۲۰ و ۲۱ موجود است که به‌ترتیب شامل تفسیر اوستایی دربارهٔ یَتا آهو وَئیریو، اشم وهو و ینگهه هاتام است. گفته‌شده که آن‌ها بخشی از بغ‌نسک بوده‌اند که شامل گزارش‌های مشابه دربارهٔ متون گاهانی است. برجسته‌ترین ویژگی این نوع تفسیر این است که به وسیلهٔ تطابق متن با اصول اساسی، مفهوم عمیق‌تری از متن اصلی را توضیح می‌دهد؛ مانند متونی که دربارهٔ خلقت و جنبه‌های نظم اجتماعی مورد تأیید آیین زرتشتی است. گاهی معنای ادبی متن مورد نظر روشن است و دانش جامعی از گات‌ها و دیگر متون اوستایی کهن به‌کار گرفته‌است.
این حقیقت که متون تفسیری اوستایی، به‌جای زبان‌های تفسیری جوامع زرتشتی متأخر حفظ شده‌اند، نشان می‌دهد که آن‌ها بخش‌هایی از مطالعات مذهبی که توسط زرتشتیان آن دوره فراموش‌شده‌بود را به‌صورت کلمه به کلمه به‌خاطر می‌سپردند. در طول زمان، خود این متون، موضوع تفسیرها شدند.

## تفسیر زرتشتی در دوران پیش از ساسانیان
فعالیت‌های تفسیری دورتر، در دورهٔ پیش از ساسانیان را فقط می‌توان حدس زد. گفته می‌شود که تفسیری جدید از گات‌ها در یسنا ۳۰٬۳ که به «دو روح، همزادها» اشاره می‌کند، در گسترش زروانیسم نقش داشته‌است. احتمالاً تطبیق و همگرایی، نقشِ برجسته‌ای در تفسیر زرتشتی اولیه بازی کرده‌است.
ایزد ایرانی غربی، آناهیتا، با ایزد کوچک زرتشتی، اَردویسور هَرَه‌وَئتی شناخته می‌شد و به همین ترتیب، جزئی از مجموعهٔ ایزدان زرتشتی شد. همین‌طور، تطبیق تدریجی سپنتامینو و اهورامزدا، بر تفسیر آموزه‌های سنتی دلالت داشت. تعدادی از متون اوستایی دوران نخست خلقت از نگاه زرتشتی را بازتاب می‌دهند که در این اسطوره، تضاد کهن، یعنی درگیری میان سپنتامینو و انگره‌مینو، به‌عنوان پدیدآورندهٔ وضعیت کنونی جهان انگاشته‌شده که این وضعیت، در تضاد با آفرینش ایده‌آل اهورامزدا است. بعدها به نظر می‌رسید که یکی شدنِ مفهوم سپنتامینو و اهورامزدا اشاره به این دارد که اهورامزدا آفرینش را دو بار انجام داده‌است.
این ناهنجاری مسلم، در نهایت با نشان دادن تمایز بین خلقت غیرمادی و مادی تشریح شد. همچنین، در یک مرحله، احتمالاً برای شناسایی ایزدانی که منشأشان پیشازرتشتی بود و ایزدانی که کاملاً زرتشتی بودند، تلاش‌هایی انجام شد و این کار با اشاره کردن به ایزد سابق، تحت عنوان «مشابهِ» ایزد کنونی صورت می‌گرفت؛ در یشت‌ها از چیستا با عنوان مشابه مذهب مزدیسنا اشاره شده‌است که به افتخار آن، سرود چیستا از بَر خوانده می‌شود؛ در برخی از متون قدیمی‌تر، عبارت «مشابه آفریدگار» تقریباً به معنای بهرام یا ورثرغنه معنا شده‌است. واضح است که در مرحلهٔ بعدی، که این تطبیق‌ها دیگر قابل فهم نیستند؛ مفاهیم چیستا و دئنا باهم یکی شده‌اند، در صورتی که مشابه آفریدگار را ایزدی جداگانه می‌بینیم. به ناچار، تفسیر نقش پُررنگ‌تری در سنت زرتشتی زمان‌های بعد بازی کرد، در زمانی که جامعه، دانش خود دربارهٔ زبان اوستایی را از دست داده‌بود. شواهد نشان می‌دهند که درک درست از متون مقدس، با حفظ و به‌خاطرسپاریِ ترجمه‌ای ثابت از اصل اوستایی صورت می‌گرفت، نه تسلط بر قواعد زبانی. در نتیجه، در ابتدا اختلافات جزئی در معنای برداشت‌شده از نسخهٔ اصلی می‌بایست کاملاً از بین برود. - وضعیتی که راه را برای اتخاذ ترجمه‌ای نظام‌مند هموار کند؛ سیستمی که فقط به‌صورت غیرکتبی امکان‌پذیر است و به موجب آن، هر کلمهٔ اوستایی اغلب کلمات مشابه از نظر تلفظی و کلماتی که کم‌وبیش شبیه به نظر می‌رسند با یک اصطلاح فارسی میانه ارائه می‌شوند. علی‌رغم اختلافات گسترده میان این دو زبان طبیعی، ترتیب لغات در جمله، در زبان اوستایی اصیل حفظ شده‌بود. به نظر می‌رسد که ملاحظات عقیدتی، بر توسعهٔ زند فارسی میانه تأثیر داشته‌است. به عنوان مثال، واژهٔ اوستایی دخمه به‌ندرت به‌صورت واژهٔ فارسی میانهٔ دخمگ نوشته می‌شد، احتمالاً به‌دلیل اینکه گاهی این واژه در زبان اوستایی در مفهوم منفی به‌کار می‌رفته، در حالی که در آیین زرتشتی پس از آن، معنای کاملاً مثبتی داشته‌است. به‌همین ترتیب، نسخهٔ فارسی میانهٔ متون اوستایی جدیدتر، بین اسم رایج اشه (:پاداش) و اسم ایزد اشی تفاوت قائل می‌شوند. اسم اول در زبان پهلوی باعنوان tarsāgāhīh (:حرمت، احترام) و دومی با عنوان Ar یا Ahrišwang نوشته شده‌اند.
با این حال، نسخهٔ پهلوی گات‌ها در جایی که این امر می‌تواند مناسب باشد، از ذکر صحیح نام اشی ناتوان است. این قضیه برای متون اوستایی کهن نیز صادق است. از طرف دیگر، یسنا، متن اوستایی جدیدتری است که بین دو گات‌ها تنظیم‌شده و اسم یَزَتَ را ذکر می‌کند. به نظر می‌رسد این نکته می‌تواند نشان‌دهندهٔ نتیجهٔ تفسیر باشد: آشکار است که مفهوم معنوی و اخلاقی گاهانی نمی‌تواند به اصل مذهبی پیشازرتشتی مرتبط باشد.

## تفسیر زرتشتی در دوران ساسانیان
در زمان ساسانیان، احتمالاً تفسیر زرتشتی در زمینهٔ تعلیم روحانی، توسعه یافته‌بود. می‌دانیم که تا مدت‌ها بعد، در دورهٔ پس از ساسانیان، عنوان هیربد برای روحانی‌ای که زند را مطالعه کرده بود و در نتیجه، آموزگاری واجد شرایط بود، استفاده می‌شد. واقعیت این است که نسخه‌ای منسجم از زند به ما رسیده که هنوز هم ویژگی‌های متنِ شفاهیِ منتقل‌شده را دارد و قویاً اشاره می‌کند که آموزش هیربُدها، شامل بخشی از متون شفاهی حفظ شدهٔ متعلق به زند است. بسیاری از این متون حاوی تفاسیری بر ترجمه‌های حقیقی هستند. می‌توان اینطور استنباط کرد که به‌عنوان بخشی از فرایند آموزش و تدریس، آموزگاران به توضیح و اظهار نظر دربارهٔ متونی که حفظ می‌شد می‌پرداختند و برخی از همین نظرات به همان صورتی که حفظ شده‌بودند، بخش‌هایی از متون را تشکیل دادند. شواهدی در دست است که نشان می‌دهند، دوره‌های آموزشی علاوه بر هیربدهای داوطلب، توسط آموزگاران روحانی نیز تدریس می‌شد که مورد توجه کسانی بود که دنبال چنین مهارت‌هایی نبودند اما به آموزش هیربد گوش می‌کردند تا ارزش و شایستگی مذهبی به‌دست آورند.
متن زند وهمن یسن نشان می‌دهد که پس از قیام مزدک، خسرو یکم با منع تدریس زند به غیر روحانیون، مطرح کردن موضوعات مذهبی متن اوستایی را محدود کرد. مزدکیان احتمالاً عقاید و آموزه‌های خود را به‌عنوان تفسیر درست از آموزه‌های زرتشتی ارائه کرده‌بودند. هم مزدکیان و هم مانویان را می‌توان مخاطب لقب زندیک دانست؛ «کسانی که مسلکشان بر مبنای زند است». تفسیرهای مستقل توسط هیربدهای مستقل، به‌عنوان تهدیدی بالقوه برای ثبات شاهنشاهی ساسانی به‌شمار می‌آمد.
این موضوع نه‌تنها نشان‌دهندهٔ این است که چنین آموزه‌هایی در دسترس بخش بزرگی از عوام غیرروحانی بوده، بلکه نشان‌دهندهٔ دشواری کنترل فعالیت‌های تفسیری هیربدهای مستقل نیز هست. در زنجیره‌هایی از آموزه‌های مذهبی که از راه شفاهی منتقل می‌شوند، به‌ناچار، برخی انحرافات جزئی نیز وارد کار می‌شوند که در بعضی موارد با گذشت زمان، این انحرافات می‌توانند به نوبهٔ خود منجر به ایجاد تفاوت‌هایی جدی‌تر از سنت غالب شوند. جنبش مزدکی، مثالی عالی برای این موضوع است. در غیاب منابع مکتوب گسترده، واضح است که انجام مقایسه‌ای دقیق بین آموزه‌های هیربد و آموزه‌های معاصران و پیشینیان وی امکان‌پذیر نبود. در نتیجه، موارد اختلاف بین آموزه‌های گوناگون، امری اجتناب‌ناپذیر در نظر گرفته می‌شد و آموزه‌های همهٔ آموزگاران شایسته را معتبر می‌شمردند.
در زند، «فتواهای» آموزگاران گوناگون، اغلب در کنار هم آورده‌شده‌اند. در متون فارسی میانهٔ وندیداد و هیربدستان، اسامی آموزگاران مستقل، به‌صورت مرتب ذکر شده‌است. متون جدیدتر بر اقتدار دیدگاه‌های آموزگاران پیشین تأکید دارند و ارجاع‌های منظمی به «سه آموزه» وجود دارد که نشانگر این است که در این دورهٔ زمانی، ایدهٔ اصلی آموزه‌های متعارف و استاندارد فرصت حضور پیدا کردند.
تا پیش از دورهٔ ساسانی، ظاهراً ضوابط پیچیده‌ای برای تأیید اعتبار نظرات کارشناسی مختلف دربارهٔ مسائل تفسیری وجود نداشته‌است. در زمان موبد موبدان منوچهر - یعنی اواخر سدهٔ نهم میلادی، هنگامی که نوشتار، نقشِ برجسته‌ای در سنت داشت و مقایسهٔ بین آموزه‌ها به آسانی صورت می‌گرفت- رفتار سنتیِ پذیرشِ تفسیرهای مختلف که به یک اندازه معتبر بودند، به‌صورت جدی به چالش کشیده‌شد. در درگیری بین منوچهر و برادرش زادسپرم، هردو طرف مبنای استدلال‌های خود را بر فتواهای معتبر ولی متناقض روحانیون برجسته گذاشته بودند. پس از آن، منوچهر برای اثبات برتری ادعای خود، به شکلی مقدماتی از استدلال شرعی توجه کرد. با توقف پیروی از سنت قدیمی، که در آن، فتواهای یک «دستور» انتخاب‌شده در همهٔ امور تبعیت می‌شد، وی از شیوهٔ التقاطی طرفداری کرد و اظهار داشت که قضاوت دربارهٔ اکثر «توبه‌خواهی‌ها» باید به‌صورت جداگانه و مورد به مورد بررسی شود. با این حال، رساله‌های او نشان می‌دهند که او نتوانست برای تعیین اعتبار یک فتوا، به ساختار و قواعد پیچیده نزدیک شود و مجبور شد به اقتدار شخصی و اصول «وی‌کَیَه» (:گواه) متوسل شود؛ یعنی اگر دو دستور طرفدار یک تصمیم باشند و تنها یک منبع موثق چیز دیگری را ترجیح داده باشد، ادعای هردوی آن‌ها صحیح است. ظاهراً روشی یافت نشده‌بود تا فضیلتی که اساساً به‌صورت شفاهی بوده، بر طبق یک فرهنگ نوشتاری به نظم درآورده شود. این شرایط، نمونهٔ بارز یادگیری همهٔ فرقه‌های زرتشتی آن‌زمان بود که شامل تفسیر در معنای محدود غربی بود. در سده‌های بعدی، جامعه برای اصلاح و توسعهٔ تفسیر زرتشتی خیلی ضعیف بود و بعید است که در این زمینه به پیشرفت بیشتری رسیده‌باشد.

## تفسیر زرتشتی در دوران مدرن
شکست به‌دست‌آمده در سنت تفسیری، به این نکته اشاره دارد که تلاش تئوریک قابل توجهی برای پیوند اصول بنیادی دینی با تجارب روزمرهٔ جامعه انجام نشده‌بود. فقدان چنین نظمی به سختی احساس شده‌بود، در زمانی که اعتبار شخصی مقام روحانیون برای رهبری و راهنمایی جامعه کفایت می‌کرد و خداشناسی زرتشتی با چالش‌های اساسی از بیرون مواجه نشد. به هر حال، فقدان سنت تفسیری، نقش تعیین‌کننده‌ای در رویدادهای شکل‌دهندهٔ زرتشتی‌گرایی مدرن مخصوصاً در هند داشت. در نیمهٔ نخست سدهٔ نوزدهم، جان ویلسون، مُبلغ مسیحی، آشکارا در مطبوعات هندی به ایمان و دین زرتشتیان حمله و آنان را به غیر یکتاپرستی محکوم می‌کرد. استدلال‌های او متکی بر دانش وی از ترجمهٔ آنتیکل از اوستا بود، آن هم در زمانی که تعداد کمی از پارسی‌ها زبان اوستایی را زبان قابل فهم و ترجمه می‌دانستند و پایه‌های مذهب آن‌ها فقط سنت و عمل درست بود. رویارویی‌های بعدی بین ویلسون و موبدان زرتشتی که نمایندهٔ جامعهٔ خشمگین پارسی بودند، نشان داد که پارسی‌ها در این دوره از زمان، دیگر قادر به دفاع یا در واقع، توضیح و تعریف مذهب‌شان نبودند و توانایی مواجهه با چالش‌های علوم خداشناسی را نداشتند.
در سال‌های بعد، شاهد بیداری دوبارهٔ علاقه در جامعه به سمت محتوای روشنفکرانه و معنوی آیین زرتشتی و در نتیجه، تا حدودی در مسائل تفسیری بودیم. مکتب‌های مختلفی از اندیشه ایجاد شد که اکثر آن‌ها به‌نوعی از تفسیر استفاده می‌کردند. آن‌ها تاحدودی که به آموزه‌های گروه‌ها مرتبط باشد، بر شرح مقدار محدودی از اصطلاحات اوستایی تمرکز می‌کنند. به هر صورت، تفسیر زرتشتی مدرن، خود را به‌عنوان یک رشتهٔ مطالعاتی قابل تشخیص، ثابت نکرده‌است.